# Bazeni Kantrida
Bazeni Kantrida sportski su kompleks, čija gradnja je većim dijelom završena sredinom 2008. godine. Kompleks se smjestio na lokaciji postojećeg otvorenog olimpijskoga bazena uz samo more. Pored četiri bazena različitih dimenzija, osmišljen je i niz pratećih sadržaja, pa Bazeni Kantrida danas nisu samo prostor za kvalitetnu pripremu i natjecanja sportaša, već i atraktivno mjesto za rekreaciju i zabavu posjetitelja. 
Bazeni Kantrida uključuju Olimpijski bazen 1 (dvoransko plivalište) s jedinstvenim pomičnim krovom, potpno rekonstruirani Olimpijski bazen 2 (otvoreno plivalište), Bazen 25m te Dječji bazen. Dakle, bazeni koji služe za trening sportaša i sportsku rekreaciju građana, opremljeni su kako bi zadovoljili najviše standarde za obuku djece u plivanju. Kompleks bazena svoj konačni izgled i funkcionalnost dobo je izgradnjom bazena za skokove u vodu, te uređenjem plaže i šetnice. 
Kompleks nudi niz sadržaja za rekreaciju, opuštanje i zabavu. Sportašima i građanima na raspolaganju su fitness i wellness. Posjetitelji se mogu opustiti u nekom od tri ugostiteljska objekta, iz kojih se pruža prelijepi pogled na more, otoke Krk, Cres i Mali Lošinj, potom Učku, Opatiju i Lovran. Ovaj se pogled pruža i s javnog trga koji se nalazi na vrhu Garažno-parkirni objekt Bazeni Kantrida s gotovo 150 parkirnih mjesta. 

##### O bazenima
Kompleks Bazeni Kantrida  Arhivirana inačica izvorne stranice od 23. lipnja 2011. (Wayback Machine) sastoji se od četiri bazena, a započela je i gradnja petoga, bazena za skokove u vodu. Uz staro, otvoreno plivalište, 2008. godine dograđen je još Olimpijski bazen 1 (dvoransko plivalište), Bazen 25m te Dječji bazen.
1. Olimpijski bazen 1 (dvoransko plivalište)
Veličina: 25 x 50 x 2,2 do 2,25m 
Temperatura vode: 27ºC 
Temperatura zraka: 28ºC (može varirati ako je otvoren krov bazena) 
Olimpijski bazen 1 (dvoransko plivalište) najveći je bazen (10 traka) u sklopu Bazena Kantrida i udovoljava svim standardima za održavanje velikih natjecanja. Posebnost bazena njegov je pomični krov, čijim se otvaranjem pruža prekrasan pogled na Kvarnerski zaljev. Tribine dvoranskog plivališta mogu primiti 770 gledatelja, a dodatnih 616 mjesta može se dobiti postavom montažnih tribina. Također, na središnjem dijelu tribina nalazi se i 10 mjesta za novinare, kako bi što kvalitetnije mogli pratiti natjecanja.  
Dvoransko plivalište zadovoljava standarde Europske plivačke organizacije (LEN) za održavanje i najvećih međunarodnih natjecanja u vodenim sportovima pa se tako u nepunih godinu dana od otvorenja kompleksa održalo 12. europsko prvenstvo u plivanju u kratkim bazenima (prosinac 2008.), Final four u vaterpolu (svibanj 2009.), Synchro cup (srpanj 2009.) te ostala međunarodna, nacionalna i lokalna prvenstva. U olimpijskim bazenima svoje treninge redovito održavaju sportski klubovi, institucije, udruge te građanstvo.
Također, održavaju se i različite manifestacije, pa su Bazeni Kantrida ugostili Izbor sportaša grada Rijeke za 2008. godinu, natjecanje osnovnih škola u sklopu akcije Naj Novog lista ili pak svečanost zatvaranja Riječkih ljetnih noći. 
2. Olimpijski bazen 2 (otvoreno plivalište)
Veličina: 25 x 50 x 1,95 uz rub a uz rub 2 m 
Temperatura vode: 27ºC 
Temperatura zraka: 28ºC (može varirati, jer je ljeti bazen otvoren, a zimi pokriven balonom) 
Bazen je sagrađen 1972. godine i predstavlja "zametak" današnjeg kompleksa, a krajem 2008. u potpunosti je rekonstruiran i uklopljen u cjelokupni kompleks Bazeni Kantrida. Tribine bazena mogu primiti zimi primiti 252 u hladnijem periodu. Po završetku 5. faze izgradnje Bazena Kantrida izgradit će se i dodatne tribine za topliji dio godine, kao i prostor za smještaj dodatnih montažnih tribina. 
Bazen koji je ljeti otvoren, a zimi natkriven presostatskim balonom, u cijelosti udovoljava sadašnjim standardima za olimpijske bazene i natjecanja koja se odvijaju pod okriljem Europske plivačke organizacije (LEN). 
3. Bazen 25m
Veličina: 10 x 25 x 1,25m
Temperatura vode: 28ºC
Temperatura zraka: 31ºC 
Bazen 25m namijenjen je kako zagrijavanju sportaša, tako i rekreaciji građana. U sklopu škola plivanja na ovom se bazenu održavaju treninzi za niže dobne skupine. 
4. Dječji bazen
Veličina: 5 x 10 te dubine od 0,73 do 0,75 m 
Temperatura vode: 30ºC 
Temperatura zraka: 31ºC   
Izgradnjom Dječjeg bazena uređen je prostor u potpunosti prilagođen provođenju škole plivanja, odnosno različitih edukacija neplivača. Uz ovaj bazen nalaze se i ormarići za presvlačenje male djece.
5. Bazen za skokove u vodu
Bazen za skokove, veličine 20 x 25m,osim za skokove u vodu, namijenjenen je i sinkroniziranom plivanju. Zbog njegove dubine moći će ga koristiti i ronioci. 
Dimenzije bazena te dimenzije skakačkih mjesta, platformi i dasaka, regulirane su i dimenzionirane prema tehničkim smjernicama Međunarodne plivačke organizacije (FINA). U većem dijelu bazena dubina će biti 4.89m, s time da se dubine prema tri strane, osim prema strani gdje se nalaze skakačka mjesta, smanjuje na 3.50 metra, što je prihvatljiva dubina za skokove s visine jednog metra. Bazen će u svojim obodnim zidovima sadržavati otvore za podvodne zvučnike te otvore za promatranje skokova. 
Na novim tribinama bazena za skokove u vodu osigurat će se 390 sjedećih mjesta za gledatelje i novinare.
6. Recepcija
Ljubazno osoblje recepcije bazena pruža korisnicima i posjetiteljima pomoć i informacije vezane za korištenje bazena te cjelokupnog kompleksa Bazena Kantrida.
7. Svlačionice
Na recepciji Bazena Kantrida  Arhivirana inačica izvorne stranice od 8. rujna 2011. (Wayback Machine) korisnici dobivaju posebnu čip-narukvicu koja otvara ormariće u svlačionicama. Na posebnom čitaču korisnici mogu očitati broj svog ormarića ako su ga zaboravili. 
U svlačionicama se nalazi: 
- 31 kabina za presvlačenje,
- 500 ormarića za građane,
- 350 ormarića za sportaše,
- 14 posebnih svlačionica za ekipe, trenere i ostalu tehničku podršku za klubove te
- 2 svlačionice za osobe s invaliditetom u razini recepcije.

Bazeni Kantrida približavaju se i majkama s malom djecom, pa se u sanitarnom čvoru pored recepcije, kao i pored 25-metarskog bazena te Dječjeg bazena za neplivače nalaze ormarići za presvlačenje.

##### Prošlost i sadašnjost
Zapadni dio grada Rijeke zvan Kantrida prostor je kojeg je riječka mladež prije 90 godina samoinicijativno odabrala za svoje sportske aktivnosti. Tadašnji sportski klub Viktorija sa Sušaka u napuštenom kamenolomu (kavi) Kantrida počinje igrati nogomet. Nedaleko od nogometnog igrališta uz samu morsku obalu 1972. godine izgrađen je Bazen na Kantridi, čime je sportskim klubovima omogućeno treniranje plivanja i vaterpola.
Tijekom niza desetljeća otvoreni bazen služio je sportašima ŠD Primorje, od kojih su neki u Rijeku donijeli odličja s Olimpijskih igara te drugih svjetskih i europskih natjecanja. No, kapaciteti postojećeg bazena postali su premali za potrebe svih sportaša i sportašica, te je Grad Rijeka pokrenuo izgradnju novog objekta, ne samo da potakne razvoj sporta, već i svim građanima pruži nove rekreativne i zabave sadržaje u Rijeci. 

##### Izrada dokumentacije za kompleksni objekt
Prvi korak prema novom bazenskom kompleksu učinjen je 2002. godine kad je izrada programske dokumentacije i idejnog projekta povjerena Studiju Zoppini Associati iz Milana, a izrada glavnog i izvedbenog projekta tvrtki Coning inženjering  Arhivirana inačica izvorne stranice od 3. rujna 2011. (Wayback Machine) (tada Congama) iz Varaždina. Urbanističko-arhitektonsko rješenje arhitekta Giuseppea Zoppinija bilo je podloga za izradu Detaljnog plana uređenja dijela športsko-rekreacijskog područja Kantrida, kojeg je Gradsko vijeće Grada Rijeke usvojilo početkom 2004. godine.
Priprema ovog kompleksnog objekta uključivala je i izradu potrebne dokumentacije za privremeno korištenje postojećeg otvorenog bazena za vrijeme izgradnje dvoranskog Plivališta, koju je izradio Ured ovlaštenog arhitekta Đulijana Zulianija, kao i izradu dokumentacije za rekonstrukciju kompletne infrastrukture i prometnica te nasipavanje plažnog pojasa, koja je povjerena riječkom poslovnom centru tvrtke IGH.  Arhivirana inačica izvorne stranice od 28. svibnja 2011. (Wayback Machine)

##### Municipalnim obveznicama do sredstava za izgradnju
Kako bi osigurao sredstva za izgradnju kompleksa bazena, Grad Rijeka je izdao municipalne (gradske obveznice). U kupovini obveznica, među ostalim investitorima, sudjelovali su i građani koji su se na ovaj način uključili u izgradnju bazenskog kompleksa te ujedno započeli novi oblik štednje. 

##### Početak gradnje novih bazena 2006. godine
Na javnom natječaju za izgradnju bazenskog kompleksa (bez bazena za skokove u vodu i rekonstrukcije starog bazena) prihvaćena je zajednička ponuda zajednička ponuda tvrtki Strabag iz Zagreba, Strabag AG – Spittal/Drau iz Austrije i GP-a KRK iz Krka. Prvi radovi na samom bazenskom kompleksu su započeli u srpnju 2006. godine. Prethodno je, u ožujku 2005. započela izgradnja energane, a u ožujku 2006. izgradnja garaže. 
Na sjednici u svibnju 2008. godine Poglavarstvo Grada Rijeke odobrilo je prijenos investitorstva na Rijeka sport d.o.o.  Arhivirana inačica izvorne stranice od 13. svibnja 2011. (Wayback Machine) radi rekonstrukcije postojećih i izgradnjom novih objekata sporta i tehničke kulture, između kojih i završne faze Kompleksa bazena na Kantridi koja podrazumijeva rekonstrukciju postojećeg bazena, uređenje plažnog pojasa i izgradnju bazena za skokove u vodu. Rekonstrukcija je povjerena dotadašnjem izvođaču radova na Bazenima Kantrida, a izvedena je od kolovoza do studenog 2008. godine.

##### Otvaranje Bazena Kantrida
Novi kompleks Bazena Kantrida, prvi veliki sportski objekt sagrađen u Rijeci nakon više od 30 godina, sportašima i građanima predstavljen je na otvaranju 24. srpnja 2008. godine. Otvaranjem bazena na najbolji mogući način obilježena je 100. godišnjica osnutka Športskog društva Primorje, koje danas okuplja plivački i vaterpolo klub, te klub sinkronog plivanja. 
Bazeni Kantrida svoj prvi veliki test prošli su s najvećom mogućom ocjenom – u prosincu 2008. godine u novom kompleksu održano je 12. europsko prvenstvo u plivanju u kratkim bazenima na kojem je sudjelovalo 40 europskih reprezentacija.

##### Nagrade
Potvrda kvalitete izrade i funkcionalnosti kompleksa je dobivena posebna nagrada na svjetskoj razini. Naime, riječkom sportskom kompleksu Međunarodni olimpijski odbor (IOC) i Međunarodno udruženje za sportske i rekreacijske objekte (IAKS) dodijelili su brončana medalja u kategoriji objekata za vodene sportove, a Bazeni Kanrida dobili sud i posebno priznanje (IPC Distinction) Međunarodnog paraolimpijskog odbora, koje se uručuje sportskim objektima prilagođenima osobama s invaliditetom. Treba svakako istaknuti i komunalnu izgradnju, koja je stanovnicima ovog dijela grada donijela novu kvalitetu, u smislu obnovljenog sustava vodoopskrbe i odvodnje područja Kantride i Turna.

##### Dodatni sdržaji
1. Fitness za sportaše i građane
Pored bazena, sportašima je na raspolaganju i fitness dvorana veličine 209 m² s dvadesetak sprava za vježbanje. Također, u prizemlju javne garaže, na prostoru veličine 700m² nalazi se fitness klub Blue Gym.
Fitness za sportaše ima pogled na more i Kvarner, a nalazi se do Bazena 25m i Dječjeg bazena. 
Sprave za vježbanje u fitnessu za sportaše, njih dvadesetak, omogućuju izuzetno kvalitetnu pripremu sportaša.
U prizemlju javne garaže, na prostoru veličine 700m² nalazi se fitness klub. Novi centar osmišljen je kao mjesto rekreacije građana, tjelesne pripreme sportaša i kineziterapiju (liječenje pokretom). Sastoji se od prostora za tjelovježbu, kozmetičko-terapeutskog prostora, klupskog vitamin bara i trgovine dodacima prehrani. Više informacija na stranicama fitness kluba Blue gym.
2. Spa&Relax zona Primorje 08
Ponudu wellnessa čine finska i turska sauna te jacuzzi, kao i razni tretmani - masaže, depilacije, manikure i pedikure. U ponudi su i 3 grijana ležaja te aromaterapija.
U sklopu svoje ponude Spa&Relax zona organizira i spa partyje, proslave godišnjica, rođendana i slično. 
3. Konferencijska sala i prostorije klubova
Konferencijska sala površine 88m2 opremljena je plazma televizorom, bežičnim internetom i svom potrebno opremom za održavanje seminara. Sala može primiti 60 osoba i ima pogled na Olimpijski bazen 1 (dvoransko plivalište) te istok grada Rijeke, kao i dio Kvarnerskog zaljeva. Konferencijsku salu moguće je unajmiti za kongres, seminar, prezentaciju proizvoda i/ili usluge i dr.
4. Sala za sastanke
Sala za sastanke površine 44 m² opremljena je plazma televizorom, bežičnim internetom i svom potrebno opremom za održavanje seminara. Sala može primiti između 20 i 30 osoba. Salu je moguće unajmiti za radionicu, sastanak, seminar, prezentaciju proizvoda i/ili usluge, konferenciju za medije i dr. 
5. Trgovina opremom za plivanje
Pored recepcije Bazena Kantrida smještena je trgovina plivačkom opremom M&T. U njoj se može naći raznovrsna sportska oprema namijenjena prvenstveno korištenju u vodenim sportovima – plivanju, vaterpolu i slično.
6. Ugostiteljski objekti
U sklopu bazenskog kompleksa nalazi se i nekoliko ugostiteljskih objekata: caffe barovi i restoran. 
Caffe bar 08 s terasom nalazi se pored recepcije Bazena Kantrida, s pogledom na Olimpijski bazen 1 te s vanjskom terasom u blizini Olimpijskog bazena 2 s pogledom na more.
U sklopu kompleksa, na samom vrhu garaže, nalazi se ugostiteljski objekt Mirage. Terasa s koje se pruža prekrasan pogled na Kvarner prostire se na 300 m².
U razini morske obale nalazi se restoran Sorriso. Posebnom ugođaju doprinosi staklena kupola koja ga natkriva, a sjedeći na terasi možete uživati u prekrasnom pogledu na cijeli Kvarner. Restoran ima 85 sjedećih mjesta u unutrašnjosti, te 85 na terasi. Restoran je stubištem povezan sa sunčalištem i terasom u razini Olimpijskog bazena 2 (otvorenog plivališta). 
7. Garažno-parkirni objekt Bazeni Kantrida
Ukupni kapacitet Garažno-parkirnog objekta Bazeni Kantrida je 144 parkirnih mjesta, od čega je 126 za osobna vozila, 10 za kombi vozila i 8 parkirnih mjesta za osobe s invaliditetom. Garaža ima četiri etaže – parkiranje je moguće na tri etaže, dok se u prizemlju nalazi fitness centar. 
Radno vrijeme garaže je od 00 – 24 sati svakog dana. Sat parkiranja stoji 2kn. Parkiranje se može platiti putem automatskih kasa koje se nalaze na svakom katu, ili djelatniku Rijeka prometa u naplatnoj kućici. 
Kolni ulaz u garažu nalazi se s istočne strane, iz smjera Ulice Podkoludricu, a u garažu se može ući unutrašnjim i vanjskim stubištem te dizalom.
8. Javni trgovi
rov garaže pretvoren je u javni trg na kojem se nalaze kiosk i ugostiteljski objekt Mirage s čije terase se pruža prekrasan pogled na Kvarner. Drugi krug nalazi se ispred glavnog ulaza u bazene.
9. Šetnica, plaža i sunčalište 
Šetnica se prostire u dužini od 380 metara između plaže i samog kompleksa Bazena Kantrida. Nasipavanjem plaže nova obalna crta je izmaknuta od stare i do 20 m te je dobivena plaža dužine 250 metara i ukupne površine 4500 m².
10. Besplatni bežični pristup internetu
U suradnji sa Zavodom za informatičku djelatnost Grada Rijeke posjetiteljima je omogućen besplatni bežični pristup internetu (wireless).